# Haškovcova Lhota
Haškovcova Lhota, bis 1924 Lhota (deutsch Haschkowetz Lhota) ist eine Gemeinde in Tschechien. Sie liegt vier Kilometer nördlich von Bechyně in Südböhmen und gehört zum Okres Tábor.

## Geographie

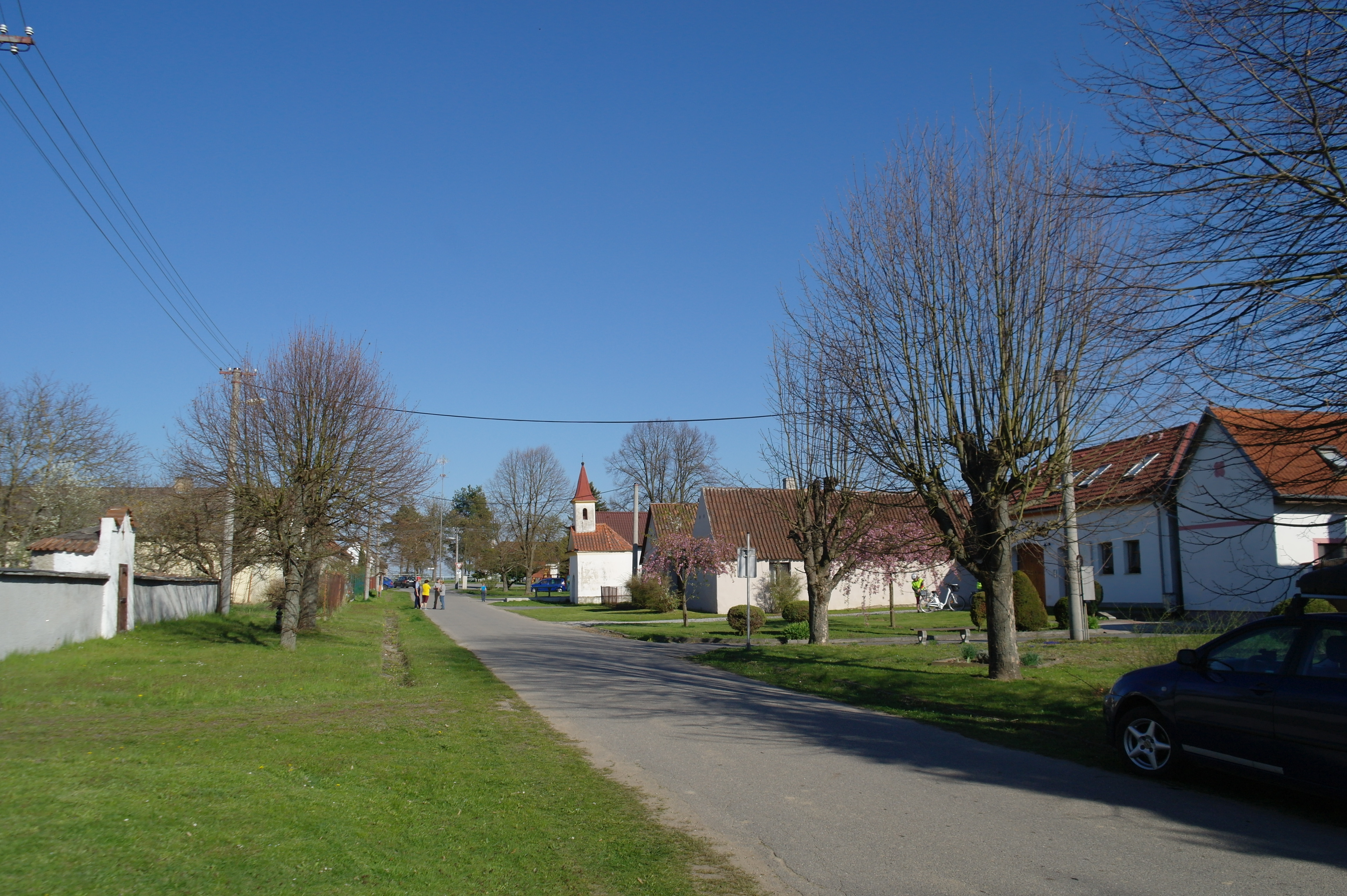
Ortsansicht

Haškovcova Lhota befindet sich im Bechiner Hügelland (Bechyňská pahorkatina) auf einer Hochfläche zwischen den Tälern der Lainsitz und Smutná. Westlich erhebt sich die Jahodinská (489 m). Östlich des Dorfes verläuft die Straße I/122 zwischen Opařany und Bechyně.
Nachbarorte sind Ovčín, Kozín und Staré Sedlo im Norden, Křida und Dobronice u Bechyně im Nordosten, Ovčín, Větrov, Dvorce und Černýšovice im Osten, Bechyňská Smoleč, Hutě und Senožaty im Südosten, Na Prádle, Poušť, Bechyně und Cihelna im Süden, Radětice, U Viktorů, Soví und Na Pohodnici im Südwesten, Nepomuk und Borovany im Westen sowie Bernartice, Zběšice und Rataje im Nordwesten.

## Geschichte
Das Dorf ist eine der zahlreichen nach dem Lhotensystem gegründeten Ortschaften in Böhmen. Es entstand an einem alten Handelsweg, der von Mirovice, Orlík, Sepekov, Hánov, Srlín über Lhota nach Bechyně und Soběslav führte. Die erste schriftliche Erwähnung erfolgte 1477, als Burian von Lazan seinen und seiner Schwester Erbteil mit den Brüdern Václav und Voldřich von Lazan gegen die wüste Feste Podolí, einen Vorwerkshof in Lhota, das wüste Dorf Borovany und einen Hof in Rataje eintauschte.
Im Jahre 1651 bestand Lhota aus sechs Bauernhöfen, drei Chaluppen und der Viktor-Mühle. 1775 gab es in Lhota sieben Bauern, einen Chalupner und vier Kötter. Im Jahre 1840 bestand Lhota aus 25 Häusern mit 202 Einwohnern. Abseitig lag jenseits der Smutna die nach Rattay eingepfarrte Mühle Wiktora. Pfarr- und Schulort war Bechin. Bis zur Mitte des 19. Jahrhunderts blieb Lhota immer nach Bechin untertänig.
Nach der Aufhebung der Patrimonialherrschaften bildete Lhota ab 1850 eine Gemeinde in der Bezirkshauptmannschaft Milevsko/Mühlhausen und dem Gerichtsbezirk Bechyně/Bechin. 1887 erfolgte im oberen Teil des Dorfes eine Pflanzung von Linden und Kastanien bis zum Teich nördlich des Dorfes. Davon sind nur noch wenige Bäume erhalten. Am 1. Januar 1902 wurde in Lhota eine Filiale der Schule Rataje eröffnet. Die Freiwillige Feuerwehr gründete sich 1903. Der amtliche Ortsname Haškovcova Lhota wurde 1924 eingeführt. 1925 entstand eine gemeinschaftliche, 20 Kilometer lange Trinkwasserversorgung für Sudoměřice, Bechyně, Černýšovice, Bežerovice, Senožaty und Haškovcova Lhota, deren Wasser aus dem Quellgebiet um Smoleč hergeleitet wurde. In den Jahren 1923 bis 1925 wurden Aufforstungsarbeiten im Tal der Smutná durchgeführt. Zwischen 1925 und 1925 entstand durch den Wald Borečný eine Anschlussstraße zur Straße nach Bechyně. Zwischen 1926 und 1927 wurde Haškovcova Lhota elektrifiziert. 1928 wurde in Haškovcova Lhota ein eigenes Schulhaus errichtet. Im Jahre 1930 hatte das Dorf 206 Einwohner. Wegen zu geringer Schülerzahl wurde die Schule 1947 geschlossen und die Kinder in Jeníčkova Lhota unterrichtet. Auf Grund fehlender Busverbindungen erfolgte der Unterricht recht bald in den Wintermonaten wieder in Haškovcova Lhota. Später wurde der reguläre Grundschulbetrieb in Haškovcova Lhota wieder aufgenommen. Während der deutschen Besetzung wurde gegen den Müller und zahlreiche Einwohner im Jahre 1943 wegen illegalen Mahlens ein Strafverfahren eingeleitet. Im Jahre 1947 hatte das Dorf nur noch 149 Einwohner. Nach der Auflösung des Okres Milevsko wurde die Gemeinde zum 21. Februar 1949 Teil des Okres Týn nad Vltavou. 1958 wurde die Schule geschlossen. Nach der Aufhebung des Okres Týn nad Vltavou wurde die Gemeinde Ende 1960 dem Okres Tábor zugeordnet und 1964 nach Rataje eingemeindet. Nach einem Referendum löste sich Haškovcova Lhota zum 24. November 1990 wieder von Rataje los und bildete eine eigene Gemeinde.

## Gemeindegliederung
Für die Gemeinde Haškovcova Lhota sind keine Ortsteile ausgewiesen. Zu Haškovcova Lhota gehört die Einschicht U Viktorů (Victoriamühle).

## Sehenswürdigkeiten
- Kapelle